# پیتر ۱۷۱۶
سیارک ۱۷۱۶ (به انگلیسی: 1716 Peter، نامگذاری:1934GF) هزار و هفتصد و شانزدهمین سیارک کشف شده‌است که در ۴ آوریل ۱۹۳۴ و در هایدلبرگ کشف شد.
قدر مطلق سیارک برابر ۱۱٫۴۰ است.